# Pierluigi Tami
Pierluigi «Pier» Tami (* 12. September 1961 in Clusone, Italien) ist ein ehemaliger Fussballspieler und -trainer. Seit Sommer 2019 ist er Direktor der Schweizer Nationalteams beim Schweizerischen Fussballverband. 

## Karriere als Trainer
Im Sommer 2002 übernahm Tami den Trainerposten des FC Lugano, nachdem der Klub aufgrund finanzieller Schwierigkeiten zwangsrelegiert worden war. Er war bereits zuvor als Spieler und danach im Trainerstab des Vereins aktiv gewesen. Im Frühling 2003 endete sein Engagement, als der FC Lugano in Konkurs ging.
Tami besitzt seit dem 30. Juni 2003 die UEFA-Pro-Lizenz als Trainer.
Tami betreute die Schweizer U-21-Fussball-Nationalmannschaft. Am 25. Juni 2011 erreichte sein Team bei der U-21-Europameisterschaft in Dänemark den zweiten Platz. 2011 wurde er zum Schweizer Fussballtrainer des Jahres gewählt.
Von Januar 2015 bis zum 12. März 2017 war er Trainer beim Grasshopper Club Zürich. Zwischen Juni 2017 und April 2018 war Tami erneut Trainer des FC Lugano.
Seit 1. Juli 2019 ist er als Nachfolger von Claudio Sulser, der noch den Titel Delegierter der Nationalmannschaft trug, Direktor der Schweizer Nationalteams beim Schweizerischen Fussballverband (SFV). Er ist zuständig für die Schweizer Fussballnationalmannschaft sowie die U-21-Auswahl. Seit 2020 ist er Mitglied der Geschäftsleitung des SFV.

## Privates
Tami wurde in Italien geboren und wuchs im Kanton Tessin auf. Er besitzt sowohl die italienische als auch die Schweizer Staatsangehörigkeit. Er ist verheiratet und wohnt in Minusio im Tessin.